# Tiếng Albania Tosk
Tiếng Albania Tosk (tiếng Albania: toskë hay toskërisht) là nhóm phương ngữ miền Nam của tiếng Albania, được nói bởi nhóm dân tộc được gọi là người Tosk. Ranh giới phân định giữa tiếng Tosk và tiếng Gheg (phương ngữ phía bắc) là sông Shkumbin. Tiếng Tosk là cơ sở của tiếng Albania tiêu chuẩn. Theo ấn bản Ethnologue năm 2009, tiếng Albania Tosk được nói bởi khoảng 3 triệu người, chủ yếu cư trú tại Albania, phía nam của sông Shkumbin.
Các nhóm chính nói tiếng Tosk bao gồm Myzeqar tại Myzeqe, Lab tại Labëria và Cham tại Çamëria. Arvanite tại Hy Lạp và người Arbëreshë tại Ý là hậu duệ của những người định cư nói tiếng Tosk, cũng như những cư dân gốc của Mandritsa, Bulgaria. Ở Bắc Macedonia, có khoảng 3.000 người nói vào đầu những năm 1980.